# Österbymo
Österbymo – miejscowość w Szwecji. Siedziba władz administracyjnych gminy Ydre w regionie Östergötland. W 2005 roku miejscowość zamieszkiwało 873 mieszkańców.